# Ubajara (kommun)
Ubajara är en kommun i Brasilien.   Den ligger i delstaten Ceará, i den östra delen av landet, 1 500 km nordost om huvudstaden Brasília. Antalet invånare är 31 792.
Följande samhällen finns i Ubajara:
- Ubajara

Omgivningarna runt Ubajara är huvudsakligen savann. Runt Ubajara är det ganska glesbefolkat, med 48 invånare per kvadratkilometer.